# Крячок
Крячок (Sterna) — рід морських птахів родини крячкових (Sternidae). Згідно з недавніми дослідженням, рід здається парафілетичним і ймовірно буде переглянутий. Це один з перелітних птахів-чемпіонів планети: за рік може здолати понад 70 000 км, а то й більше. Влітку живе в арктичних зонах, а після дуже тривалої подорожі зимує в Антарктиці. Свою навколосвітню подорож крячки завершують, повернувшись знову в Арктику, щоб там відкласти яйця.
В Україні зустрічається чотири види:
- Крячок річковий (Sterna hirundo)
- Крячок полярний (Sterna paradisaea)
- Крячок малий (Sterna albifrons)
- Крячок рябодзьобий (Sterna sandvicensis) — нерідко відносять до роду Рябодзьобий крячок (Thalasseus).

## Класифікація
Станом на лютий 2018 року до складу роду включають 13 видів:
- Крячок чорночеревий (Sterna acuticauda) (J. E. Gray, 1831)
- Крячок індійський (Sterna aurantia) (J. E. Gray, 1831)
- Крячок рожевий (Sterna dougallii) (Montagu, 1813)
- Крячок неоарктичний (Sterna forsteri) (Nuttall, 1834)
- Крячок американський (Sterna hirundinacea) (R. Lesson, 1831)
- Крячок річковий (Sterna hirundo) (Linnaeus, 1758)
- Крячок полярний (Sterna paradisaea) (Pontoppidan, 1763)
- Крячок аравійський (Sterna repressa) (Hartert, 1916)
- Крячок білолобий (Sterna striata) (J. F. Gmelin, 1789)
- Крячок індонезійський (Sterna sumatrana) (Raffles, 1822)
- Крячок білоголовий (Sterna trudeaui) (Audubon, 1838)
- Крячок кергеленський (Sterna virgata) (Cabanis, 1875)
- Крячок антарктичний (Sterna vittata) (J. F. Gmelin, 1789)

Деякі види, раніше внесені до роду крячок, у результаті молекулярно-генетичних досліджень перенесені в роди Onychoprion‎, Sternula, Thalasseus.